# Fontana di piazza San Leonardo

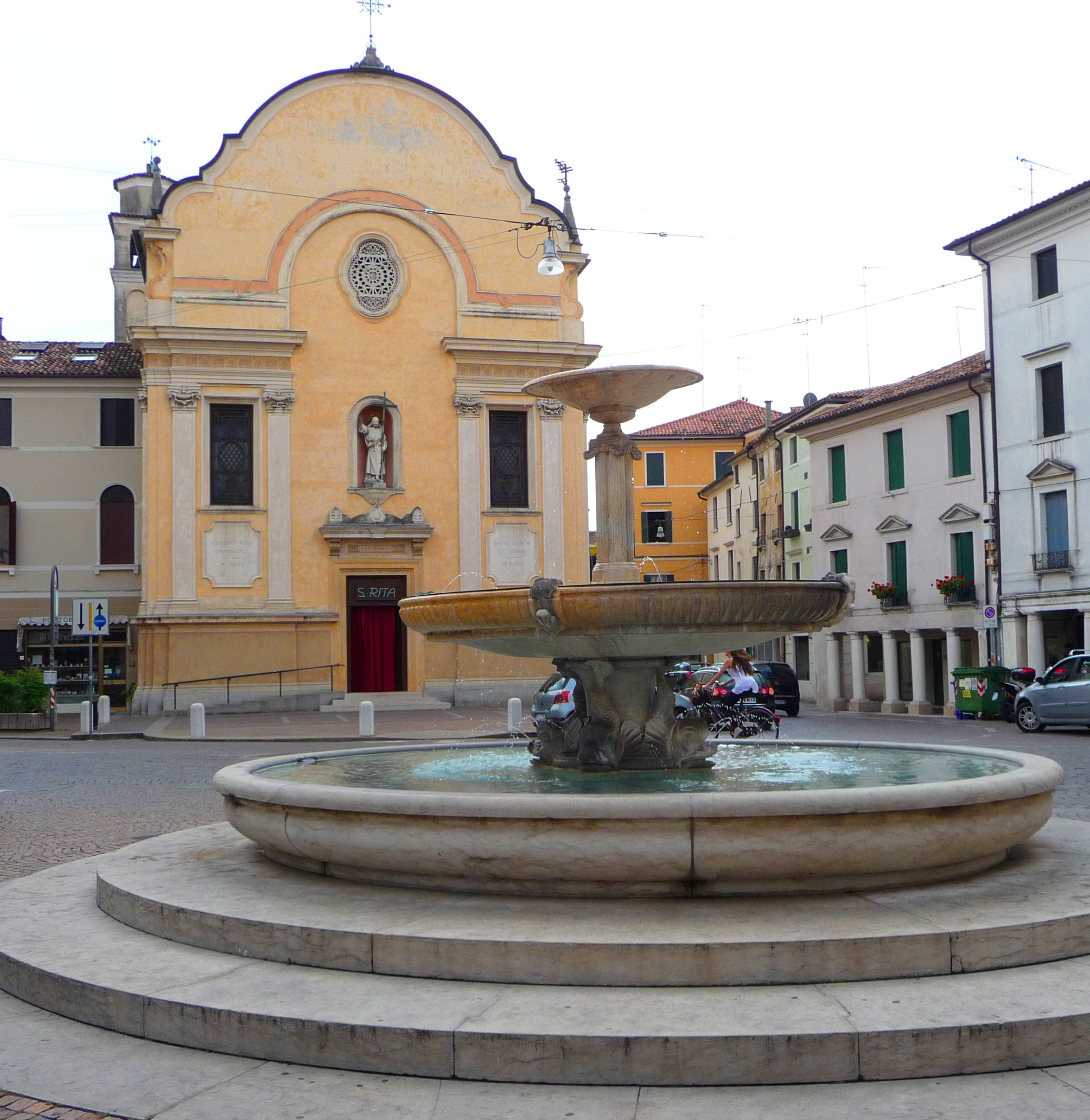
La fontana, sullo sfondo la chiesa di San Leonardo.

La fontana di Piazza San Leonardo (già denominata fontana del Littorio) è una fontana di Treviso che si trova nell'omonima piazza, di fronte al portone di Ca' Spineda.

## Storia
La fontana è stata costruita nel 1929 su progetto dell'architetto Luigi Candiani nel corso di due mesi circa, ad un costo complessivo di 36 000 Lire (£ 23 200 per la fornitura di tutte le parti in vivo, 13 000 per le opere e gli impianti accessori).
La realizzazione della nuova fontana, che sostituì l'originale probabilmente non dissimile dalla fontana di piazza Pola, suscitò l'interesse dei giornali locali: si ritrovano infatti sia le foto della piazza gremita in occasione della cerimonia di inaugurazione, sia schizzi, che disegni e vignette fumettistiche corredate da poesie satiriche composte per l'occasione.
In particolare Il Cagnan pubblica un testo di Camillo Natalin:

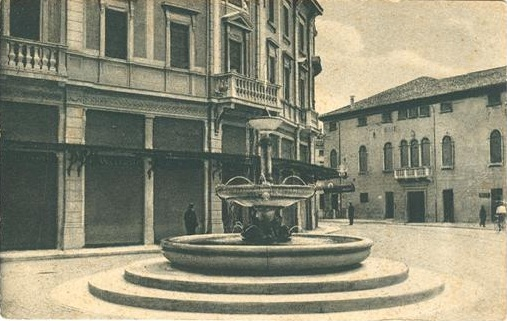
La fontana in una cartolina del 1932

(Gianluca Marino)

## Descrizione

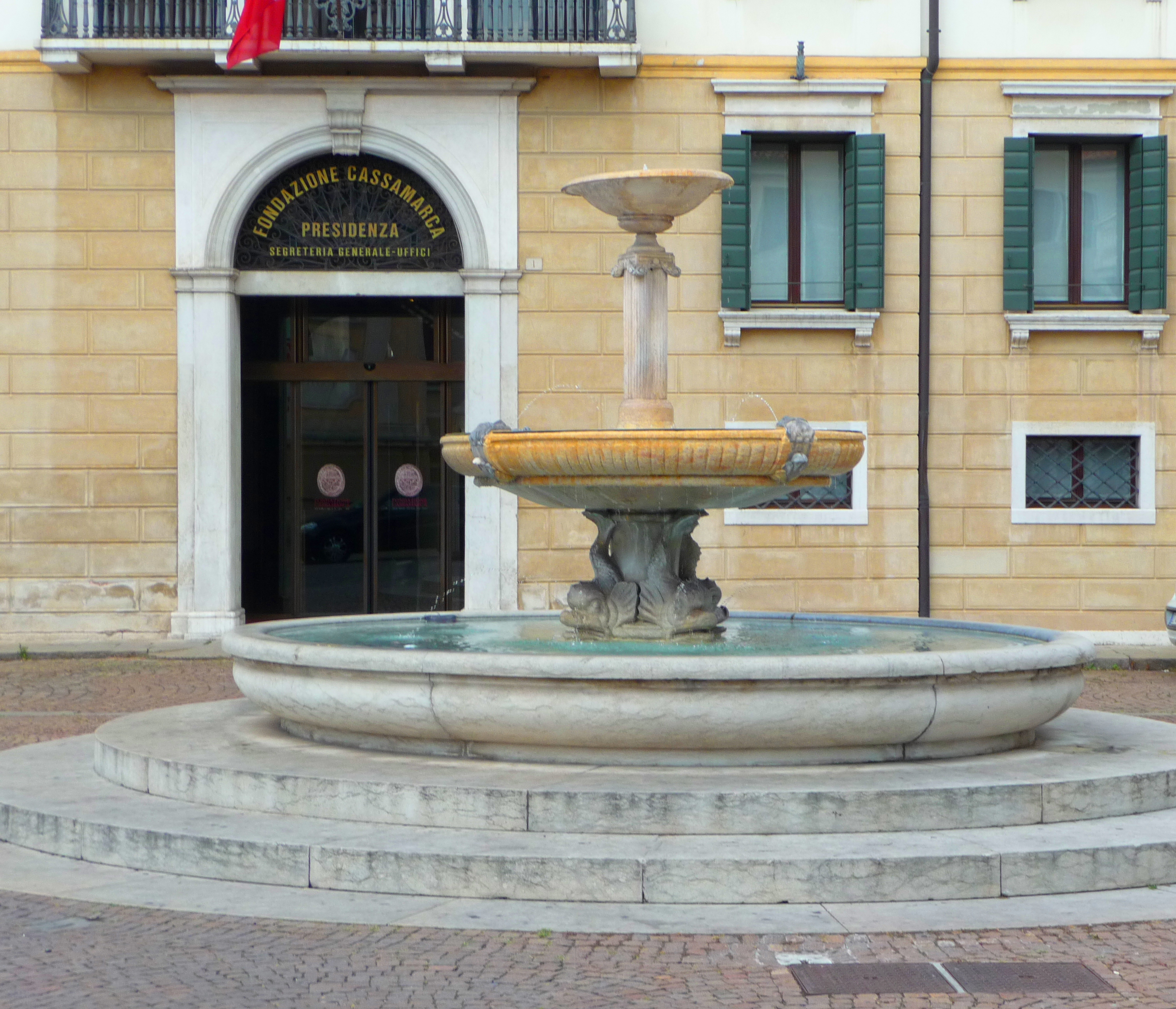
La fontana e in secondo piano Ca' Spineda.

La fontana, poggiante su due scalini in calcestruzzo armato, è costituita da tre vasche ovali in marmo di Valdagno.
La vasca inferiore, decorata a cordelle lucidate, è formata da sei pezzi di marmo olivo collegati a doppio incastro. All'estremità dell'asse maggiore (di circa 5 metri) si trovano gli scarichi.
La seconda vasca poggia sopra un gruppo di quattro delfini, anch'essi in marmo olivo, disposti in due coppie di dimensioni diverse data la diseguaglianza degli assi dei bacini. Il bacile e il sottobacile, ricavati ciascuno da un unico blocco di marmo rosa corallo lucidato, sono decorati agli estremi dei due assi (misuranti rispettivamente 2,95 m e 1,95 m) da quattro teste stilizzate di leone.
L'ultima vasca, anch'essa di un sol pezzo di marmo rosa corallo, di limitate dimensioni, portava nel mezzo una pigna in marmo olivo. La sorregge una colonnina del medesimo materiale formata da un gruppo di quattro esili fasci littori, coronata da un capitello ornato di festoni d'alloro.
L'impianto idraulico della fontana è formato da due prese distinte: una alimenta otto getti uscenti dalle fauci dei delfini sfruttando l'acqua del pozzo artesiano già esistente sul posto; la seconda alimenta con acqua dell'acquedotto comunale i getti dei quattro leoni della seconda vasca e lo zampillo dell'ultima.
La pavimentazione intorno alla fontana è fatta con i caratteristici cubetti di porfido di piccole dimensioni, posati in modo da formare archi contrastanti su letto di sabbia. Uno scalino in trachite separa l'area dal livello della strada.